# Lukács Béla (politikus, 1847–1901)
Erzsébetvárosi Lukács Béla (Zalatna, 1847. április 27. – Budapest, 1901. január 7.) politikus, országgyűlési képviselő, államtitkár, kereskedelmi és közlekedési miniszter.

## Élete
Az erdélyi örmény nemesi Lukács  család leszármazottja. Édesapja erzsébetvárosi Lukács Simon gazdag bányatulajdonos, anyja Gál Teréz (örmény származású erdélyi magyarok), és öt testvére valamennyien a preszákai román mészárlás áldozatai lettek 1848. október 24-én. Ő is csak román dajkája segítségével tudott megmenekülni a szörnyű vérontásból. Középiskolai tanulmányait Gyulafehérváron, a jogi egyetemet Budapesten végezte el.
Már 21 éves korában az irodalmi térre lépett, előtt szépirodalmi művekkel, később komolyabb katonai, történelmi, de kivált pénzügyi, adózási és nemzetgazdasági tanulmányokkal; előbb a Hazánk c. politikai lapnak, majd a Honnak volt munkatársa. Néhány évig az állami számvevőszéknél, melynek elnöke akkor Gajzágó Salamon, később ipa, volt és a magyar pénzügyminisztériumnál közvetlenül Kerkapoly Károly miniszter mellett hivataloskodott, aki reá sokat tartott, tehetségét méltányolta és többször fontosabb tárgyalások alkalmával Bécsbe vitte.
1872-től a pénzügyminisztériumban dolgozott és Szamosújvár Deák-párti országgyűlési képviselője lett.  pénzügyi minisztériumi állásáról lemondott és egész erejével képviselői hivatásának élt; 1874-ben és azután is tagja volt a Ghyczy-féle adóügyi bizottságnak.
1877–1878-ban a Közvélemény című lapot szerkesztette. Tanulmányai, cikkei jelentek meg az aranybányászatról, ismertetőket írt Alsófehér vármegyéről különböző folyóiratokban, útikönyvekben.

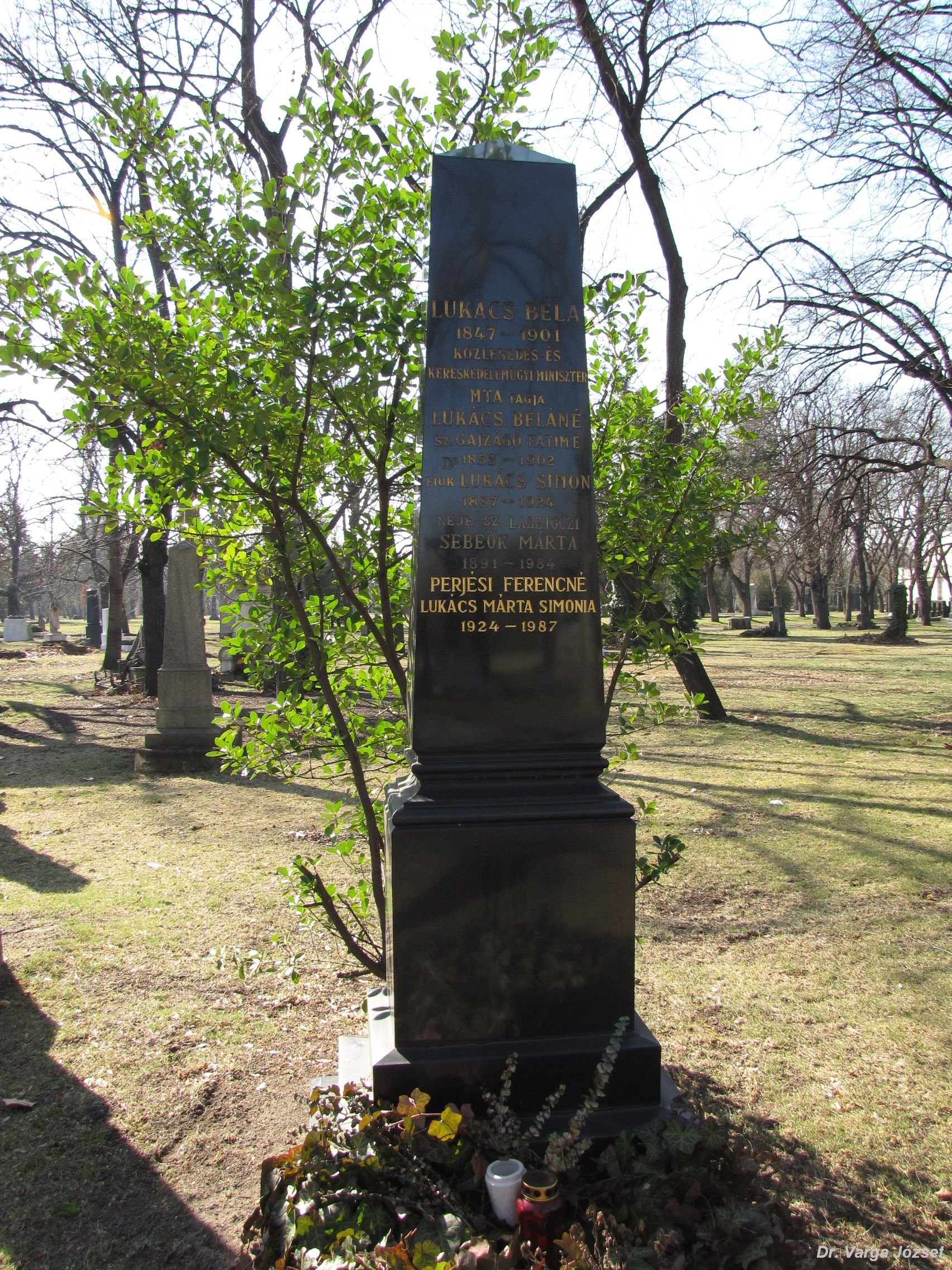
Lukács Béla sírja Budapesten. Kerepesi temető: 29/2-1-3.

1886-ban a Magyar Államvasutak újjászervezésekor Tolnay Lajos helyébe államvasúti igazgatóvá nevezték ki 1887 februárjáig, ezért képviselői mandátumáról és több pénzintézetnél viselt állásáról is lemondott. 1887-ben Baross Gábor minisztersége idején közlekedési- és kereskedelmi államtitkár, majd Baross halála (1892) után ő lett a kereskedelmi miniszter. A Wekerle-kormány lemondásakor ő is letette a tárcát, és belső titkos tanácsos lett.
Ezután Marosvásárhely I. kerületét képviselte; a közlekedési bizottság elnöke és a felirati bizottság tagja volt. 1896-ban magyar királyi kormánybiztossá nevezték ki az 1900. évi párizsi világkiállítás magyar osztályának rendezésére. 1899. május 16-án az országos Szabadelvű Pártnak alelnökévé választatott. Előbb Hunyad megye, majd Budapest székesfőváros és Alsó-Fehérmegye törvényhatósági bizottságának tagja; díszpolgára volt Marosvásárhely, Gyulafehérvár, Erzsébetváros szabad királyi városoknak és Tiszaföldvár községnek; tiszteletbeli tagja az Otthon írói körnek, az országos magyar képzőművészeti társulatnak és az országos magyar iparegyesületnek. Az 1896. évi millennium alkalmából megkapta az I. osztályú vaskoronarendet; bírta az orosz császári fehérsas-rend és a szerb király Takova-rend nagy keresztjét. 1900-ban kapta Párizsban a becsületrend főtiszti kitüntetését.
A túlfeszített munka és az anyagi felelősség fokozatosan felőrölte idegeit. Hosszú időt töltött szanatóriumban, de idegei nem bírták tovább, 1901. január 7-én a jeges Dunába ölte magát.

## Emlékezete
A Kerepesi temetőben nyugszik, síremlékét Ligeti Miklós szobrászművész tervezte, amelyet székelyudvarhelyi és zalatnai kőfaragók készítettek el, ami azonban a második világháború alatt megsemmisült. Egész alakos bronzszobrát 1904-ben helyezték el a zalatnai kőfaragó ipariskola udvarán (Gárdos Aladár alkotása), amelyet azonban 1940-ben a román vasgárdisták ledöntöttek.

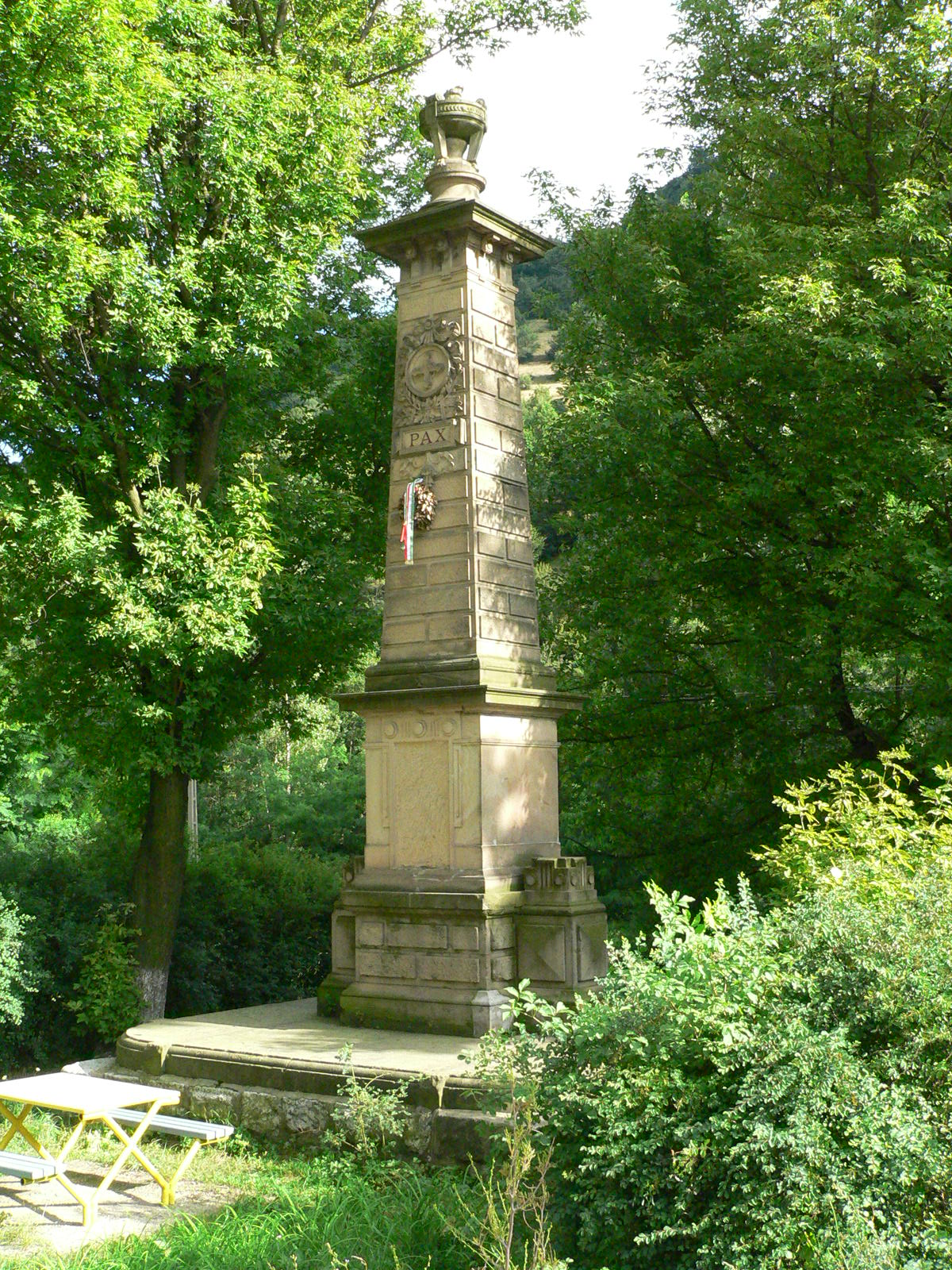
A zalatnai áldozatok Lukács Béla által emeltetett emlékműve

## A preszákai emlékmű
Lukács Béla soha nem felejtette el családja tragédiáját, melynek következményei egész életében végigkísérték. 1899-ben családtagjai és a többi áldozat emlékére a tragédia helyszínén, Ompolygyepűnél, a zalatnai országút mellé tíz méter magas obeliszket állíttatott. Az obeliszk domborművén kereszt, alatta pedig a következő felirat volt látható: „1848 október 24. Atyja Lukács Simon, anyja Gál Teréz, testvérei: István, Teréz, Simon, Péter és Eleonóra, valamint az itt nyugvó 700 zalatnai lakos emlékének kegyelettel emeltette Lukács Béla 1899-ben”.
Az emlékmű ma is áll, igaz eredeti feliratát időközben kivésték. Ma már csak egy rövid PAX felirat és az 1848–1898-as évszám olvasható rajta. Néhány éve, más erdélyi emlékművekkel és sírokkal együtt, Vas megyei hagyományőrzők egy lelkes csoportja hozta rendbe.

## Írásai
Cikkei a Vasárnapi Ujságban (1866. Ompoly völgye, 1867. A bányászéletből: Vásárról hazatérő oláhok, Kenyérmező, 1868. A gozár, Az áldás, Nagy- és Kis-Disznód Erdélyben, 1869. Bucsumi oláhasszony, A cseberkészítő oláh, 1870. A moldvai csángókról, Vidéki oláhok); az aradi Alföldben (23 czikk), a Pester Lloydban, az Armeniában, a Magyarország Képekben cz. munkában (1867. A gyulafehérvári székesegyház, Az alsó-váczi rüdő Zarándmegyében, Balán a Székelyföldön, Déva vára, Vajda-Hunyad vára, Nagyát, 1868. I. Rákóczy György, II. Rákóczy György, Székes-Fehérvár. Erdélyi képek: A szentimrei tér és a Kenyérmező, Nagy- és Kis-Disznód, Segesvár, Az erdélyi bányavidék); a Honban (1870. 103., 104. sz. könyvism., 126. sz. A moldvai csángókról, 165-179. sz. Erdély két új vasútja: Nagyvárad-Kolozsvár, és piski-petrozsenyi, 1871. 4. sz. Örmény források a magyar történelemben, 134-139. sz. Naplótöredékek: Lipcse, Berlin 1873.); a Pesti Naplóban (1873. 70., 73., 77., 78. sz. Az osztrák nemzeti bank és a magyar pénzügyminiszter közt folytatott tárgyalások, 93., 94., 102. sz. A magyar pénzügyi igazgatás története); a Nemzetgazdasági Szemlében (1877. Birtok- és erdőrendezés, 1880. Oroszország pénzügyeiről, 1883. Anglia fennálló vámrendszere); a Havi Szemlében (1879. A Magyarország és Horvát-szlavonországok közti pénzügyi viszonyról, 1880. Tíz évi gazdálkodás 1868-1877); a Budapesti Szemlében (1884. A kereseti és ipari adó fejlődése és mai állása Francziaországban, Románia államháztartása és adózási viszonya, Az ingatlan vagyon megadóztatásának fejlődése és mai állás Poroszországban, 1885. A magyar államvagyonról: A kincstári jószágok eladása, Az italmérési jogok megváltása, Horvát törekvések); a Szabadelvű párti Naptárban (1884. A szabadelvű párt törvényhozói működése a pénzügyi téren); az Osztrák-magyar Monarchiában (1893. III. Budapest ipara és kereskedése).
A párisi Revue des journeaux et des livres közölte egy beszélyét Le manteau de mineur c.; a beszélyt Stifter Vilma asszony Mehlrichstadtban volapük nyelvre fordította és a volapükből fordította franciára Paul Champ-Rigot.

## Munkái
- A magyar keleti vasút. Kolozsvár, 1870.
- Az 1848-49-ki pénzügy. A forradalmi időszak pénzügyének, hitelműveleteinek és a forradalmi kiadásoknak ismertetése. Az eredeti számadások alapján. Pest, 1871.
- Az arany rabjai. Elbeszélések Erdély aranyvidékéről és a bányásznép életéből. Uo. 1872.
- A választások előtt. Különös tekintettel Erdélyre. Írta egy erdélyi volt országgyűlési képviselő. Uo. 1872.
- Ausztria és Magyarország pénzügyi és adórendszere. Bpest, 1876.
- Külön vélemények a vámszerződés, a vámtarifa és a Lloyd-szerződés tárgyában. Uo. 1878.
- Beszéde a képviselőház 1878. nov. 22. ülésében. Uo. 1879.
- Államháztartás és adózás Angliában. Uo. 1884.
- Államháztartás és adózás Francziaországban. Uo. 1884.

Főszerkesztője volt a Közvélemény c. politikai napilapnak 1877. jan. 1-től 1878. dec. 8-ig. Országgyűlési beszédei a Naplókban (1872-1887. és 1892-900.) vannak.

## Álneve és jegyei
Havasi, L. B. a-a és #